# دنيس راميرز
دنيس راميرز (بالإنجليزية: Dennis Ramirez)‏ هو لاعب كرة قدم أمريكي، ولد في 19 أغسطس 2001 في والثام في الولايات المتحدة.